# Північно-Печорський ВТТ
Північно-Печорський ВТТ, Печорбуд (рос. Севпечлаг, Печорский железнодорожный ИТЛ, Печорский ИТЛ, Печорстрой, Печорлаг) - структурна одиниця системи виправно-трудових таборів Народного комісаріату внутрішніх справ СРСР (ГУЛАГ НКВД). Організований 14.05.40; закритий 24.07.50 (Печорбуд був злитий з Сєвжелдорлагом (рос. Севжелдорстроем)).

## Виконувані роботи
- буд-во ділянки залізниці Котлас-Воркута від Усть-Кожви до Воркути,
- закінчення робіт ліквідованого Заполярлага та роботи з добудови і збільшенню пропускної спроможності Печорської залізниці на ділянках Кожва-Воркута, Воркута-Хальмер-Ю, Хановей-Шахта №7,
- буд-во перших 40 км  станції Чум-порт на м. Кам'яний (Обська губа) (з 28.04.47 по 06.05.48),
- буд-во верфі в р-ні Печори, суднобудівельного з-ду і причалів в м.Печора, судорем. пункту, вугільних складів, електростанції, житла (в тому числі в Нар'ян-Марі),
- виробництво вапна на Джинтуйському з-ді, цегли, лісозаготівлі, обслуговування авторем. з-ду №4,
- с/г роботи (Котласький с/г відділ Печорлага)

## Начальники
- Большаков Г.П., з 14.05.40 -?;
- Потьомкін М.Ф., з 30.04.41 -? (упом. 21.02.42);
- Успенський Д.В., з 25.01.42 по 05.09.42 ;
- ст. лейт. ГБ (майор ГБ, полк.) Барабанов В.А., з 05.09.42 по 26.12.46 ;
- майор (п/п) Боровицький А.І., з 26.12.46 по 14.07.50.

## Відомі в'язні
- Могильницький Іван Іванович (1894—1983) — український адвокат, громадсько-політичний діяч.
- Хименко Андрій Іванович (1919—1991) — український поет.